# Sigambra ocellata
Sigambra ocellata är en ringmaskart som först beskrevs av Hartmann-Schröder 1959.  Sigambra ocellata ingår i släktet Sigambra och familjen Pilargidae. Inga underarter finns listade i Catalogue of Life.